# Dindica sundae
Dindica sundae är en fjärilsart som beskrevs av Louis Beethoven Prout 1935. Dindica sundae ingår i släktet Dindica och familjen mätare. Inga underarter finns listade i Catalogue of Life.